# Carlos Bianquet
 Carlos Bianquet  (Ramos Mejía, Partido de La Matanza, provincia de Buenos Aires, Argentina, 1908 – 1979 ) fue un actor de cine, teatro y televisión que realizó su carrera profesional en su país.Era hermano del actor Julio Bianquet y esposo de la actriz Alicia Rojas.

## Actividad profesional
Inició su carrera profesional en Radio Belgrano, fue actor de reparto que se desempeñó en la compañía de Eva Franco y Fernando Ochoa en la obra Cruza, al lado de Pedro Tocci en El conventillo de la Paloma y también con José Ramírez y Olinda Bozán.
En 1944 trabajó en el Teatro Comedia de Rosario en la obra Filomena y Pipistrelo se casan en el Riachuelo de Florencio Chiarello en el Teatro Comedia junto a Florencio Chiarello, Alfredo Mileo, Tota Ferreyro, Pepita Muñoz, Toti Muñoz, Malvina Pastorino, Tomás Simari y María Turgenova. El mismo año trabajó en la obra de Antonio Botta y Marcos Bronenberg, Platuda y de abolengo en el Teatro Apolo con Carlos Betoldi, Elda Dessel, Alfredo Mileo, Malvina Pastorino, Tomás Simari, María Turgenova, Carlos Ugarte, Antonia Volpe y Roberto Croharé.
En 1947 trabajó en la reposición en el Teatro Presidente Alvear de la obra teatral Martín Fierro de José González Castillo sobre el libro de José Hernández, con Pedro Pompilio, Concepción Sánchez, Miguel Coiro, Antonio Capuano, Elías Alippi, Ángel Prío, Francisco Rullán, José Duca, Pedro Tocci, Hilda Vivar y María Esther Paonessa.
En 1949 trabajó en el Teatro Coliseo de La Plata en la obra de Germán Ziclis Viuda ella, viudo él, quién le pone el cascabel con Ego Brunoldi, Osvaldo Capiaghi, Mercedes Escribano, José Ramírez, Alicia Rojas, Marcos Zucker y Pastor Serrador.
En 1954 trabajó en el teatro Casaux en la obra Los muchachos de antes no usaban gomina con Felipe Dudan y Elba Rosquellas.
En 1969 trabajó en el teatro Cómico (hoy Lola Membribes) en la versión local de La novicia rebelde, con dirección general de Carlos A. Petit y dirección escénica e interpretación de José Cibrián e interpretación de Violeta Rivas.
Debutó en cine en 1954 en los filmes María Magdalena y El grito sagrado de ese año. También actuó en películas protagonizadas por Los Cinco Grandes del Buen Humor. En 1953 fue dirigido en España por Lucas Demare en la película A la buena de Dios, también titulada El seductor de Granada.

## Filmografía
Actor
- Operación Rosa Rosa (1974) …Orador en convención
- Contigo y aquí (1974)
- Gitano (1970)
- Amalio Reyes, un hombre (1970)
- Pimienta (1966)
- Bicho raro (1965)
- La pérgola de las flores (1965)
- Los hipócritas (1965) …Diputado
- Los viciosos  (1962)
- Mi Buenos Aires querido (1961)
- De los Apeninos a los Andes (1960)
- He nacido en Buenos Aires (1959)
- Angustias de un secreto (1959) …Comisario
- El primer beso (1958)
- El ángel de España (1958)
- Cinco gallinas y el cielo (1957)
- El satélite chiflado (1956)
- La pícara soñadora (1956)
- El amor nunca muere (1955)
- Para vestir santos (1955)
- María Magdalena (1954)
- El grito sagrado (1954)
- A la buena de Dios (1953)
- Trompada 45 (1953)
- La de los ojos color del tiempo (1952)
- Locuras, tiros y mambo (1951)

## Televisión
- Malevo (serie) (1972) …Dr. Salaberry
- Marronadas 66 (1966) (serie)
- El amor tiene cara de mujer (1964) (serie)
- Todo el año es Navidad (1960) (serie)
- Balabasadas (1968/1970)
- El teatro de Myriam de Urquijo (1973)
- Humor a la italiana (1973)
- El Teatro de Pacheco (1973)
- Teatro de humor (1982)[7]